# 横田清蔵
横田 清蔵（よこた せいぞう、1886年4月7日 - 1964年6月11日）は、日本の政治家。元衆議院議員（1期）。

## 経歴
千葉県出身。1907年、千葉県師範学校卒業。千葉県会議員、同議長、飯岡町（現在の旭市）長、千葉県町村長会長、飯岡信用購買販売組合長、千葉県農業会監事、飯岡町農業会長、飯岡農業協同組合長を歴任した。
1946年の第22回衆議院議員総選挙において千葉県から日本自由党公認で立候補して当選。衆議院議員を1期務めた。次の1947年の第23回衆議院議員総選挙には立候補しなかった。1964年死去。